# Формига (Минас-Жерайс)
Формига (порт. Formiga) — муниципалитет в Бразилии, входит в штат Минас-Жерайс. Составная часть мезорегиона Запад штата Минас-Жерайс. Входит в экономико-статистический микрорегион Формига. Население составляет 64 585 человек на 2007 год. Занимает площадь 1502,443 км². Плотность населения — 42,97 чел./км².

## Статистика
- Валовой внутренний продукт на 2003 год составляет 342 262 228,00 реалов (данные: Бразильский институт географии и статистики).
- Валовой внутренний продукт на душу населения на 2003 год составляет 5248,05 реалов (данные: Бразильский институт географии и статистики).
- Индекс развития человеческого потенциала на 2000 год составляет 0,793 (данные: Программа развития ООН).

## География
Климат местности: горный тропический.